# 요코쓰카 리키
요코쓰카 리키(일본어: 横塚 力, 1994년 11월 22일 도쿄도 ~ )는 일본의 바둑 기사로 일본기원 소속이다.

## 소개 및 경력
요코쓰카 리키(横塚 力)는 1994년 11월 22일 일본 도쿄 도 출신으로 2015년에 고마츠 히데키 9단의 문하생으로 입단.
그는 입단전인 2005년 전일본소년소녀바둑대회 전국대회 초등학생부에서 4위를 차지한 경력이 있다.
그러다가 2012년엔 세계 아마 일본 대표 결정전에서 준우승을 거뒀고 아사히 아마바둑 명인전 전국대회(도전자 결정전)에서 준우승. 그리고 전일본 학생바둑 10걸전에서 9위를 기록했다.
2014년 외래에서 동계기사 채용시험 입단대회 본선에서 12승 3패로 2위가 되어 프로에 입성. 2015년 1월 1일 입단.
2017년 전년 상금랭킹 초단 2위가 되어 초단에서 2단으로 승단.
2018년 전년 상금랭킹 2단 2등이 되어 2단에서 3단으로 승단.
2019년 제75기 혼인보전의 최종예선 결승에서 이다 아츠시를 꺾고 리그에 들어가도,1승 6패로 탈락. 본선진출에 의해 3단에서 7단으로 조기 승단.
2020년 제46기 천원전 본선에 출전해도 1회전에서 쉬자위안에게 패했다.
2024년 히로시마 알루미늄 약리전에서 우승을 일궈냈다.

## 승단
| 단위(段位) | 날짜(日付)    | 昇段規定(승단규정)                                                              |
| ---------- | ------------- | ------------------------------------------------------------------------------- |
| 초단(初段) | 2015년1월1일  | 동계기사채용시험 본선 12승 3패로 2위로 입단(冬季棋士採用試験 本戦 12勝3敗で2位) |
| 2단(二段)  | 2017년1월1일  | 상금랭킹(賞金ランキング) 초단 부문 2위(初段 2位)                                |
| 3단(三段)  | 2019년1월1일  | 상금랭킹(賞金ランキング) 2단 부문 2위(二段 2位)                                 |
| 7단(七段)  | 2019년8월23일 | 본인방전 본선 입성(本因坊リーグ入り)                                            |

## 결혼
- 아내: 후지사와 리나 7단[1]

## 링크
- 일본기원 요코쓰카 리키 소개
- 요코쓰카 리키의 기보(Go4Go) 및 바둑 랭킹(Go Ratings)